# Eleonore von Dönhoff

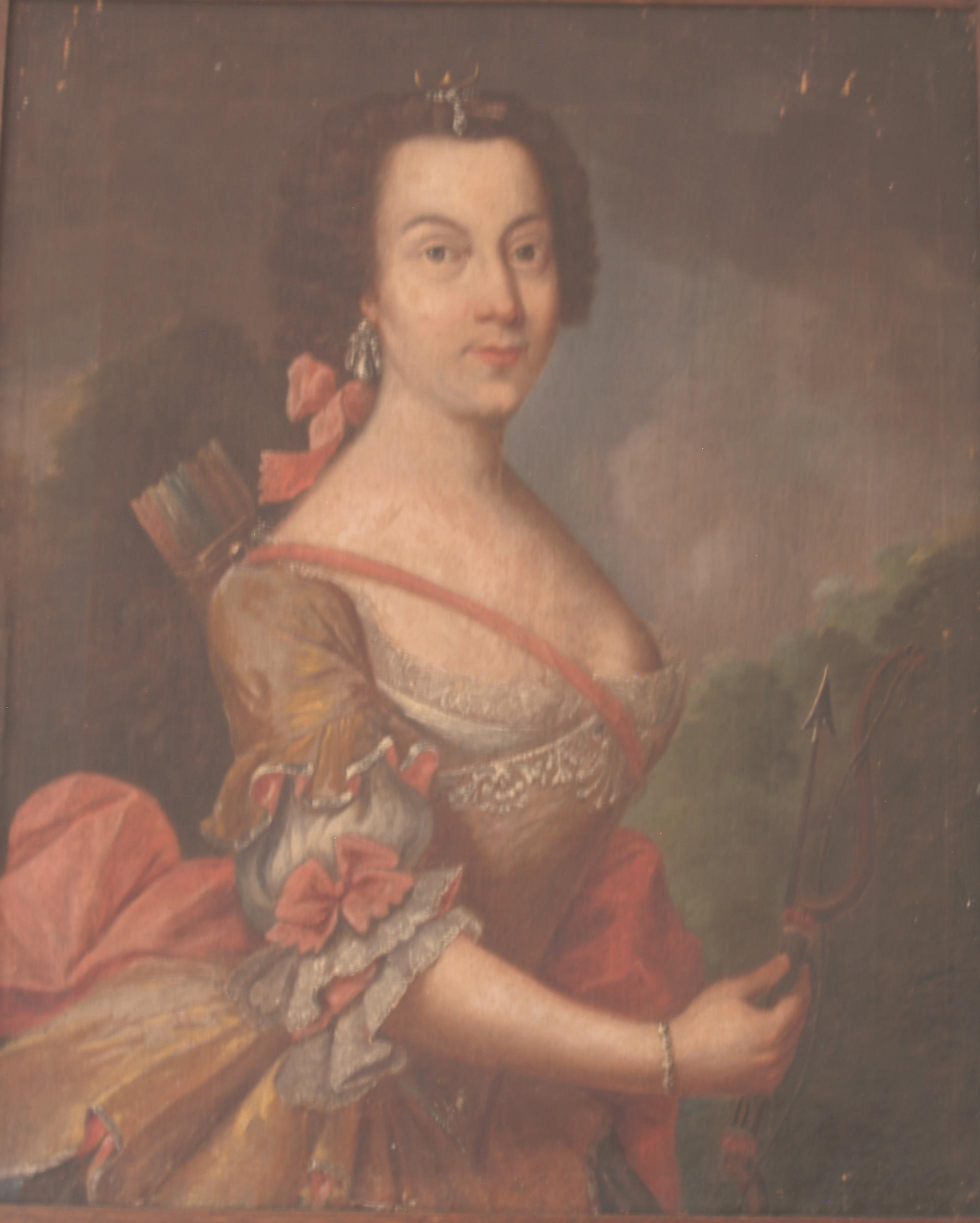
Die Göttin Diana im Pfarrhaus von Kossenblatt. Mögliche Darstellung von Eleonore von Dönhoff durch Friedrich Wilhelm I.

Eleonore von Dönhoff (* 29. Oktober 1674 in Friedrichstein; † 2. September 1726 in Schloss Kossenblatt) war die zweite Frau des brandenburgisch-preußischen Generalfeldmarschalls Hans Albrecht von Barfus.

## Leben
Sie war die Tochter des Grafen Friedrich von Dönhoff und dessen Frau Eleonore Katharina Elisabeth von Schwerin. Nachdem die erste Ehe mit Sophie Elisabeth Henriette Barfus geb. von Schlabrendorff, mit der er seit 1667 kinderlos verheiratet war, mit ihrem Tod am 30. September 1691 endete, heiratete der 58-jährige General 1693 die damals 19-jährige Eleonore von Dönhoff. Durch die Heirat dürfte der General über den Schwiegervater weiteren Einfluss auf den Kurfürsten gewonnen haben. Für Barfus war die Heirat der Beginn seiner kurzen politischen Karriere. Gesichert ist, dass sie den Bau des Schlosses Kossenblatt vollendete. Sie war auch die einzige Person, die in diesem Schloss lebte. Sie wurde, obwohl sie ebenfalls dort starb, nicht an der Seite ihres Mannes bestattet, sondern nach Friedrichstein überführt.

## Nachkommen
Das Paar hatte drei Söhne: Der Älteste, Friedrich Otto oder Friedrich, wurde 1694 geboren und wie sein Vater Soldat. 1707 studierte er an der Ritterakademie in Dom Brandenburg und widmete sich frühzeitig dem Kriegsdienst. 1715 war er Adjutant des Grafen Christoph von Dohna bei der Belagerung von Stralsund. 1716 nahm er am Feldzug gegen die Türken in Ungarn teil, wurde als Major oder Kapitän und Domherr bei einem Kürassier-Regiment in der Schlacht bei Belgrad schwer verwundet und starb am 3. September 1717 an diesen Verletzungen in Wien. Auch der zweite Sohn, Karl Friedrich, oder Otto Albrecht war 1707 Zögling der Ritterakademie in Brandenburg, wurde Offizier und starb jung. Ludwig oder Karl Friedrich, geboren 1700, scheint eine absichtlich vernachlässigte Erziehung erhalten zu haben, da seine nächsten Verwandten nach seinem Erbe trachteten. Graf Alexander von Dönhoff, Bruder seiner Mutter, General und Adjutant König Friedrich Wilhelms I., leitete und förderte 1736 den Verkauf der Kossenblatter Güter an den preußischen König und bewirkte die Allodifikation der Quittainschen Güter in Preußen, welche er seinem Neffen Otto Philipp Graf von Dönhoff testamentarisch vermachte. Ludwig starb wie seine Brüder kinderlos und damit war der Stamm der Grafen von Barfus erloschen.

## Legenden über Eleonore
Über Eleonore von Dönhoffs Leben ist wenig Gesichertes bekannt. Ihre Erinnerung ist im 19. Jahrhundert durch mehrere Legenden verunklärt worden. Dazu zählt zum einen der von Albrecht Emil Brachvogel 1869 erschienene Roman: Die Grafen Barfus, aber auch die 1863 erschienene Geschichte von Theodor Fontane in seinem Werk Wanderungen durch die Mark Brandenburg. So soll sie den Tod ihres Mannes, der durch eine Kriegsverletzung nur sitzend schlafen konnte, durch Beseitigung der Kissen befördert haben, oder das gesamte Schlossmobiliar und -inventar vor ihrem Ableben versteckt bzw. vernichtet haben, um ihren Sohn und Erben zu schädigen.

## Auszug aus der Wanderung durch die Mark Brandenburg
„Erst seine Witwe, Eleonore geborene Gräfin von Dönhoff, führte den Schlossbau glücklich aus. Sie war eine stolze Frau, und es geht die Sage, dass sie bemüht gewesen sei, ihrem einzigen überlebenden Sohne sein Erbe nach Möglichkeit zu schädigen und zu schmälern. Sie ließ zu diesem Behuf einen holländischen Baumeister kommen, befahl ihm, unterhalb der Keller des Schlosses einen zweiten Keller zu graben und zu wölben, und tat dann alles hinein, was sie an Gold und Kostbarkeiten besaß. Danach gab sie Befehl, die Gruft in ihrer Gegenwart zu schließen und nahm dem Baumeister einen Eid ab, die Stelle niemandem zu verraten. Voll Zweifel aber, ob er den Eid auch halten werde, zog sie das Sichere vor und ließ ihn auf der Rückreise nach Holland aus dem Wege räumen. Der »Schatz«, so heißt es weiter, war nun glücklich beiseite gebracht, indessen die Bilder und Möbel waren noch da, die ganze Einrichtung eines reichen Schlosses. Auch das musste fort. Als sie fühlte, dass es mit ihr zum Letzten gehe, befahl sie, den gesamten Hausrat auf den Schlosshof zu tragen, und vergoldete Stühle und Tische, Spiegel und Konsolen, Diwans und Kommoden wurden nun zu einer Pyramide aufgetürmt. In einem Rollstuhl ließ sie sich dann an die Tür des Gartensaales fahren, gab Ordre, zwei Fackeln anzulegen, und starrte lang und befriedigt in die hoch aufschlagende Flamme. Sie fühlte das Feuer mehr, als dass sie es sah, denn die helle Mittagssonne stand über dem Schauspiel. Als alles niedergebrannt war, saß sie tot in ihrem Rollstuhl.“

## Trivia
Im Pfarrhaus Kossenblatt hängt bis heute eine Bild, das die Jagdgöttin Diana darstellt. Es soll ein Werk des Soldatenkönigs Friedrich Wilhelms I. sein, welches in Kossenblatt verblieb und ursprünglich zerstört werden sollte. Man sagt, dass der König diesem Bild die Gesichtszüge von Eleonore gegeben hat. Des Weiteren ist dort noch ein Abendmahlskelch im Gebrauch, den Eleonore 1699 der Kirche gestiftet hat. Er zeigt unter einer Grafenkrone das Allianzwappen Barfus/Dönhoff. Darunter ihre Initialen: Eleonore Gräfin von Barfus. Der Kelch ist bis heute im Gebrauch.

## Bilder

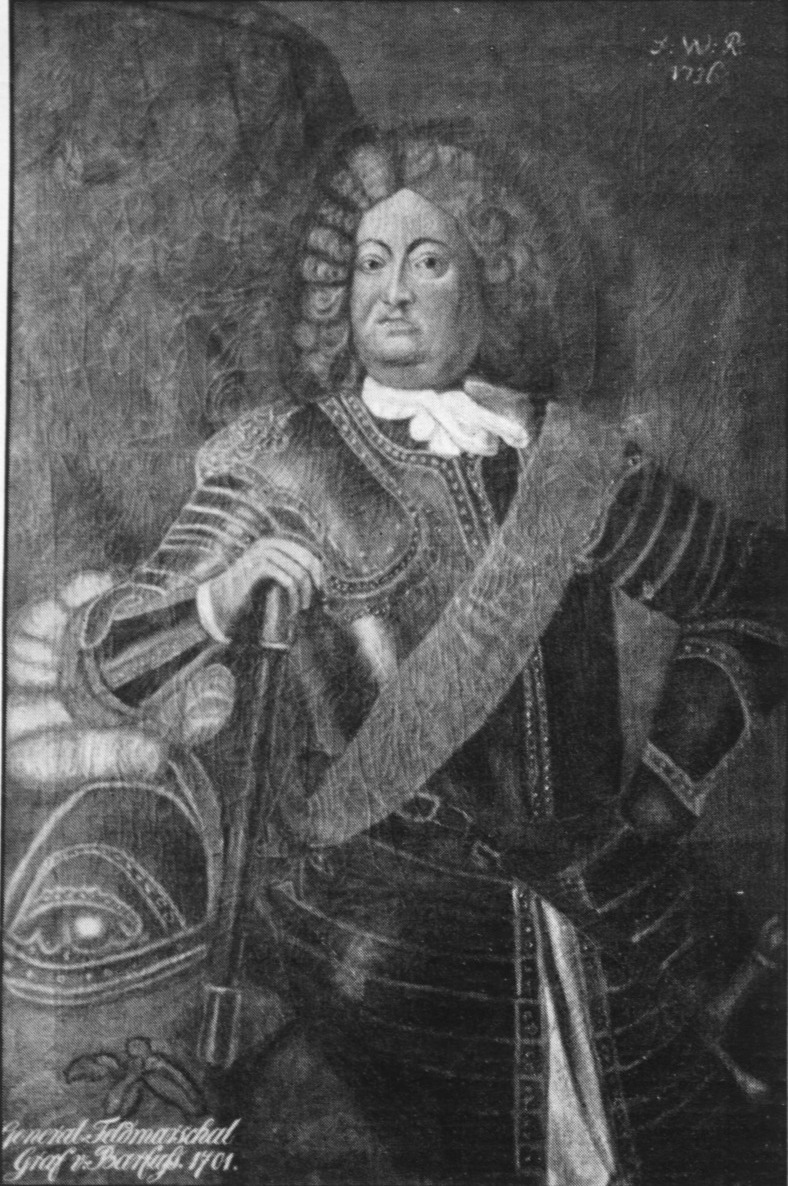
Hans Albrecht von Barfus gemalt von Friedrich Wilhelm I.
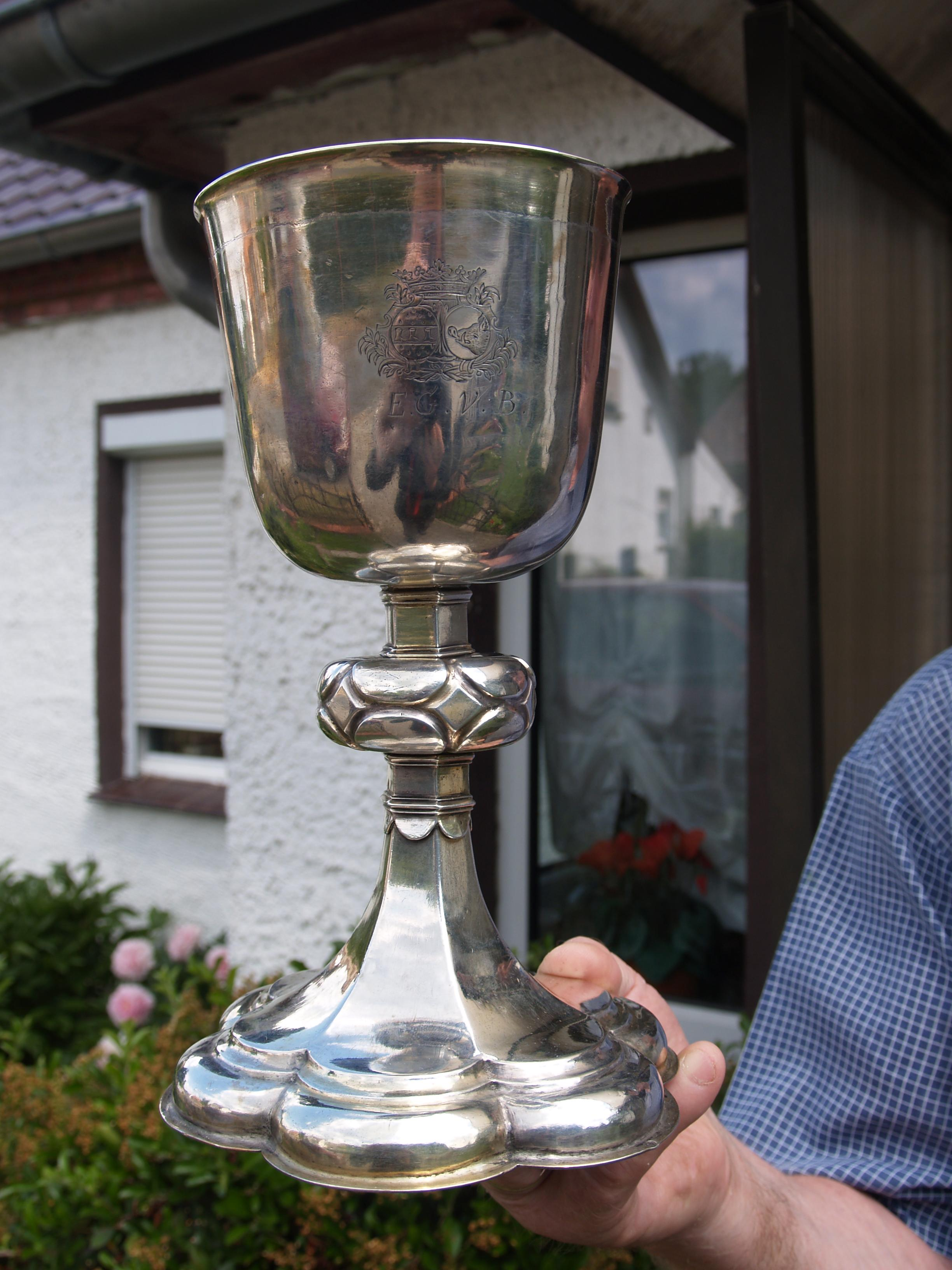
Der von Eleonore 1699 gestiftete Kelch
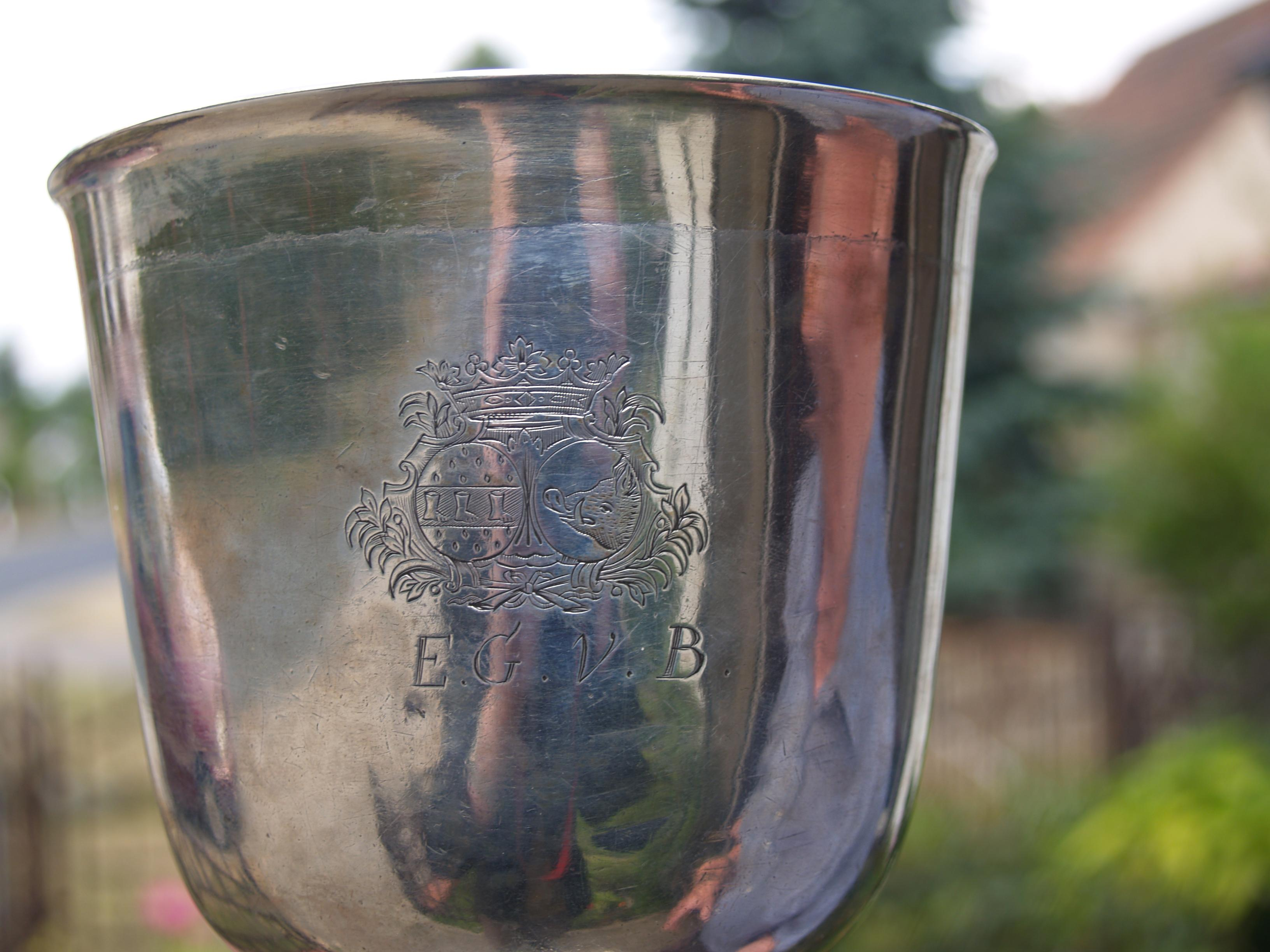
Detail auf dem Kelch. Wappen von Barfus und Dönhoff